# Itame subfalcata
Itame subfalcata är en fjärilsart som beskrevs av George Duryea Hulst 1896. Itame subfalcata ingår i släktet Itame och familjen mätare. Inga underarter finns listade i Catalogue of Life.